# Крис Келер
Крис Келер је измишљени лик из америчке телевизијске серије „Три Хил“, кога тумачи амерички певач и текстописац Тајлер Хилтон.
Крис Келер се појављује у другој, трећој и четвртој сезони серије. Први пут се појављује у клубу „TRIC“ и одмах ствара одбојност код публике првенствено својим надобудним понашањем. Успева да убеди Хејли да са њим крене на музичку турнеју. Успео је да за једну ноћ „разбије“ љубавну везу између Лукаса и Брук. О себи врло често говори у трећем лицу.